# Wes Iwundu
Wesley Deshawn Iwundu, né le 20 décembre 1994 à Houston dans le Texas, est un joueur américain de basket-ball évoluant au poste d'ailier et mesurant 1,97 m.

## Biographie

### Carrière universitaire
Entre 2013 et 2017, il joue pour les Wildcats de Kansas State à l'université d'État du Kansas.

### Carrière professionnelle

#### Magic d'Orlando (2017-2020)
Le 22 juin 2017, il est choisi en 33e position par le Magic d'Orlando lors de la draft 2017 de la NBA.
Le 25 juillet 2017, il signe un contrat avec le Magic d'Orlando.
Entre le 7 novembre 2017 et le 6 janvier 2018, il est envoyé plusieurs fois au Magic de Lakeland, l'équipe de G-League affiliée au Magic d'Orlando.
Le 25 juin 2019, le Magic exerce son option d'équipe sur le contrat d'Iwundu.

#### Mavericks de Dallas (2020-2021)
Le 22 novembre 2020, il s'engage pour deux saisons avec les Mavericks de Dallas.

#### Pelicans de La Nouvelle-Orléans (2021)
Le 25 mars 2021, il est transféré aux Pelicans de La Nouvelle-Orléans.

#### Hornets de Charlotte (2021)
Il est à nouveau transféré à l'été 2021, cette fois-ci aux Hornets de Charlotte. Il est coupé le 18 octobre 2021.

#### Hawks d'Atlanta (2021)
Le 23 décembre 2021, il signe pour 10 jours en faveur des Hawks d'Atlanta.

## Statistiques
Légende :
gras = ses meilleures performances

### Universitaires
| Saison    | Équipe       | Matchs | Titul. | Min./m | % Tir | % 3pts | % LF | Rbds/m. | Pass/m. | Int/m. | Ctr/m. | Pts/m. |
| --------- | ------------ | ------ | ------ | ------ | ----- | ------ | ---- | ------- | ------- | ------ | ------ | ------ |
| 2013-2014 | Kansas State | 33     | 32     | 23,6   | 46,1  | 41,2   | 63,4 | 4,21    | 1,85    | 0,58   | 0,36   | 6,67   |
| 2014-2015 | Kansas State | 31     | 24     | 25,2   | 40,4  | 31,6   | 59,5 | 3,48    | 1,97    | 0,74   | 0,65   | 5,77   |
| 2015-2016 | Kansas State | 33     | 32     | 32,4   | 47,8  | 20,0   | 69,2 | 4,55    | 3,73    | 1,33   | 0,24   | 11,94  |
| 2016-2017 | Kansas State | 35     | 35     | 31,4   | 48,1  | 37,6   | 76,7 | 6,31    | 3,46    | 1,00   | 0,34   | 13,03  |
| Carrière  | Carrière     | 132    | 123    | 28,2   | 46,3  | 33,8   | 68,8 | 4,68    | 2,77    | 0,92   | 0,39   | 9,46   |

### Professionnelles

#### Saison régulière
| Saison    | Équipe              | Matchs | Titul. | Min./m | % Tir | % 3pts | % LF | Rbds/m. | Pass/m. | Int/m. | Ctr/m. | Pts/m. |
| --------- | ------------------- | ------ | ------ | ------ | ----- | ------ | ---- | ------- | ------- | ------ | ------ | ------ |
| 2017-2018 | Orlando             | 62     | 12     | 16,5   | 42,7  | 19,6   | 72,3 | 2,21    | 0,92    | 0,53   | 0,19   | 3,69   |
| 2018-2019 | Orlando             | 68     | 13     | 18,1   | 41,2  | 36,7   | 81,6 | 2,71    | 1,07    | 0,41   | 0,32   | 4,99   |
| 2019-2020 | Orlando             | 52     | 21     | 18,3   | 41,6  | 34,1   | 80,4 | 2,52    | 1,15    | 0,48   | 0,25   | 5,77   |
| 2020-2021 | Dallas              | 23     | 3      | 12,5   | 32,7  | 13,0   | 85,7 | 2,90    | 0,40    | 0,40   | 0,10   | 2,10   |
| 2020-2021 | La Nouvelle-Orléans | 18     | 1      | 13,9   | 34,0  | 11,1   | 82,4 | 2,60    | 0,40    | 0,30   | 0,10   | 2,80   |
| Carrière  | Carrière            | 223    | 50     | 16,8   | 40,7  | 28,6   | 79,9 | 2,40    | 0,90    | 0,50   | 0,20   | 4,30   |

Dernière mise à jour le 28 septembre 2021.

#### Playoffs
| Saison   | Équipe   | Matchs | Titul. | Min./m | % Tir | % 3pts | % LF  | Rbds/m. | Pass/m. | Int/m. | Ctr/m. | Pts/m. |
| -------- | -------- | ------ | ------ | ------ | ----- | ------ | ----- | ------- | ------- | ------ | ------ | ------ |
| 2019     | Orlando  | 5      | 0      | 12,0   | 33,3  | 33,3   | 100,0 | 1,40    | 0,80    | 0,60   | 0,00   | 4,80   |
| 2020     | Orlando  | 5      | 0      | 15,2   | 30,0  | 57,1   | 62,5  | 2,20    | 0,80    | 0,60   | 0,40   | 4,20   |
| Carrière | Carrière | 10     | 0      | 13,6   | 31,6  | 43,8   | 82,4  | 1,80    | 0,80    | 0,60   | 0,20   | 4,50   |

Dernière mise à jour au terme de la saison 2019-2020.

## Records sur une rencontre en NBA
Les records personnels de Wes Iwundu en NBA sont les suivants, :
| Type de statistique        | Saison régulière | Saison régulière                | Saison régulière | Playoffs | Playoffs             | Playoffs      |
| Type de statistique        | Record           | Adversaire                      | Date             | Record   | Adversaire           | Date          |
| -------------------------- | ---------------- | ------------------------------- | ---------------- | -------- | -------------------- | ------------- |
| Points                     | 19               | @ Lakers de Los Angeles         | 15 janvier 2020  | 12       | @ Raptors de Toronto | 23 avril 2019 |
| Paniers marqués            | 7                | @ Raptors de Toronto            | 1er avril 2019   | 3        | @ Raptors de Toronto | 23 avril 2019 |
| Paniers tentés             | 11               | 2 fois                          | 2 fois           | 7        | Bucks de Milwaukee   | 22 août 2020  |
| Paniers à 3 points réussis | 2                | 16 fois                         | 16 fois          | 2        | 2 fois               | 2 fois        |
| Paniers à 3 points tentés  | 6                | @ Clippers de Los Angeles       | 16 janvier 2020  | 3        | 2 fois               | 2 fois        |
| Lancers francs réussis     | 8                | @ Lakers de Los Angeles         | 15 janvier 2020  | 5        | @ Raptors de Toronto | 23 avril 2019 |
| Lancers francs tentés      | 10               | @ Lakers de Los Angeles         | 15 janvier 2020  | 5        | @ Raptors de Toronto | 23 avril 2019 |
| Rebonds offensifs          | 4                | Hawks d'Atlanta                 | 17 mars 2019     | 1        | Bucks de Milwaukee   | 22 août 2020  |
| Rebonds défensifs          | 7                | 2 fois                          | 2 fois           | 3        | 3 fois               | 3 fois        |
| Rebonds totaux             | 8                | @ Knicks de New York            | 11 novembre 2018 | 3        | 3 fois               | 3 fois        |
| Passes décisives           | 6                | Pelicans de La Nouvelle-Orléans | 13 août 2020     | 3        | Bucks de Milwaukee   | 22 août 2020  |
| Interceptions              | 3                | 2 fois                          | 2 fois           | 1        | 6 fois               | 6 fois        |
| Contres                    | 2                | 7 fois                          | 7 fois           | 1        | 2 fois               | 2 fois        |
| Balles perdues             | 3                | 3 fois                          | 3 fois           | 1        | 5 fois               | 5 fois        |
| Minutes jouées             | 37               | Hornets de Charlotte            | 6 avril 2018     | 24       | Bucks de Milwaukee   | 22 août 2020  |

- Double-double : 0
- Triple-double : 0

Dernière mise à jour : 7 juillet 2021